# Heteronida
Heteronida is een geslacht van kreeftachtigen uit de klasse van de Malacostraca (hogere kreeftachtigen).

## Soorten
- Heteronida aspinirostris (Khodkina, 1981)
- Heteronida barunae Baba & de Saint Laurent, 1996
- Heteronida clivicola Macpherson & Baba, 2006